# Chiesa di San Francesco (Ascoli Piceno)
La chiesa di San Francesco è tra i monumenti che, insieme al palazzo dei Capitani, allo storico Caffè Meletti ed ai palazzetti porticati, delimitano piazza del Popolo, di cui costituisce lo scenografico sfondo, cuore della città di Ascoli Piceno.
Antonio Rodilossi la descrive come uno dei più interessanti esempi italiani di architettura francescana, nonché la chiesa francescana più rappresentativa della regione Marche. Essa costituisce il centro di un complesso monumentale composto anche dai due chiostri annessi: il Chiostro Maggiore ed il Chiostro Minore.
Le due serie di cinque colonne lisce ai lati del portale principale presentano degli incavi perché i fedeli all'uscita della chiesa vi passavano le chiavi di casa per sentire suonare le colonne, visto che si tratta di colonne musicali. Anche al giorno d'oggi battendo con le nocche sulle colonne si otterranno dei suoni diversi

## Storia

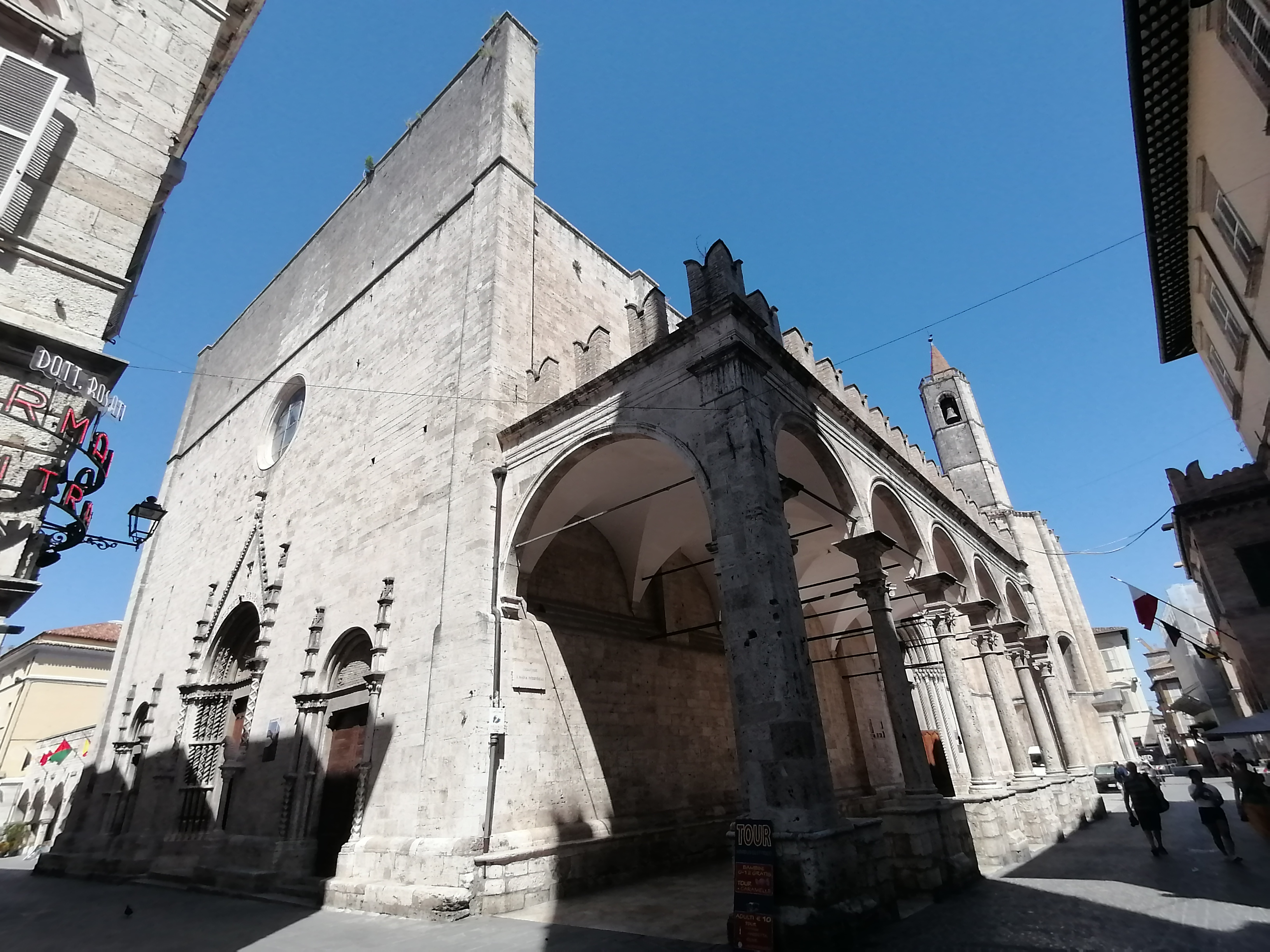
Veduta esterna con la Loggia dei Mercanti.

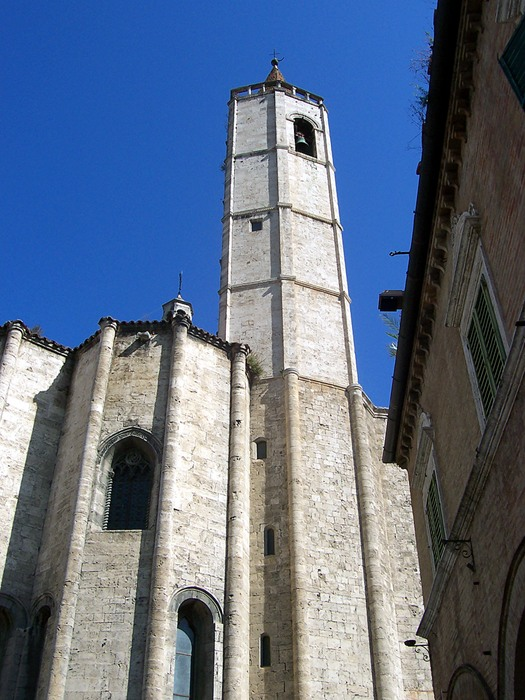
Uno dei campanili gemelli.

La chiesa nasce per ricordare la visita di san Francesco ad Ascoli Piceno nell'anno 1215 e del santo ne conserva il nome, pur essendo stata dedicata e consacrata, il 24 giugno 1371, a san Giovanni Battista dal vescovo Giovanni Acquaviva.
L'onda emotiva generata dalla predicazione del poverello di Assisi scosse la vita e l'animo di molti ascolani tra cui trenta giovani che indossarono il saio e divennero seguaci del santo dando origine alla prima comunità francescana ascolana dei frati minori conventuali, alle pendici del Colle San Marco, già sede di eremitaggi sin dall'epoca benedettina; successivamente l'ordine ebbe un suo luogo di residenza più stabile, appena al di fuori delle mura cittadine, presso la zona di Campo Parignano.
Nell'anno 1257 papa Alessandro IV ed il ministro generale san Bonaventura concessero ai frati l'autorizzazione di potersi trasferire all'interno della città e di poter alienare il loro precedente convento, ponendo fine ad un'accesa discussione con gli Agostiniani, che stavano insediandosi in un convento a breve distanza, e con il vescovo Teodino, che si opponevano fermamente alla nascita di un convento francescano entro le mura della città.
Con i proventi ricavati dalla vendita la piccola comunità francescana acquistò una porzione di suolo in «vico qui scadya nominatur», l'attuale Piazza del Popolo, ed in questo spazio avviò la costruzione della chiesa e delle pertinenze dei chiostri e del convento che ospitò anche i papi Niccolò IV e Sisto V.
La posa della prima pietra avvenne nel 1258, questa fu benedetta ed inviata dal papa Alessandro IV, sebbene la concreta costruzione dell'edificio religioso incominciò solo nel 1262 a causa di varie difficoltà che sopravvennero.
Del progetto iniziale, che una tradizione priva di alcun fondamento assegna all'ascolano Antonio Vipera, sono state individuate tracce in alcuni scavi effettuati informalmente (e senza che rimangano tracce di rilievi) nella zona dell'abside, dal 1966 al 1967. Prevedeva una sola navata con sette absidi e due pilastri centrali a sostegno dell'arco trionfale. Questa impostazione progettuale venne abbandonata all'inizio del XIV secolo quando si iniziò la costruzione di un edificio impostato su tre navate separate da dieci pilastri che sorreggevano un soffitto a capriate. Nonostante la struttura fosse ancora incompleta venne consacrata nel 1371. Sebbene sia rimasto sconosciuto l'artefice di queste modifiche e tutti gli storici siano accomunati nell'ipotesi che fu più di un artista, Pio Cenci dichiara che la paternità della progettazione di stile gotico fu di Fra Bevignate appartenuto all'ordine religioso dei Silvestrini.
Dopo numerose interruzioni la costruzione della chiesa riprese, nel 1443, sotto la direzione di Matteo Roberti da Como, per proseguire sotto la conduzione del milanese Antonio di Giovanni nel 1451. A questo periodo risalgono le cappelle laterali con i matronei che le sovrastano. La torre esagonale posta sul fianco sinistro della chiesa fu costruita attorno al 1444 da Matteo Roberti, mentre la torre che si affaccia su piazza del Popolo venne completata nel 1461.
Nell'anno 1510 venne inaugurato il monumento al papa Giulio II posto nella parte superiore del portale su Piazza del Popolo, fatto realizzare da Bernardino di Pietro da Carona.
Nel 1521, sotto la guida del maestro Giovanni detto Bozo, lombardo, si avviò la costruzione delle due navate laterali. Tra il 1527 ed il 1545 si dette inizio alla costruzione delle volte a crociera della navata centrale; negli anni immediatamente successivi fu completato il rifacimento della copertura con le volte a lunetta delle cappelle ai lati dell'altare maggiore dai maestri Domenico di Antonio e Battista Libertini.
L'ultimo intervento strutturale sulla chiesa fu la costruzione della cupola, che avvenne tra il 1547 ed il 1549, sotto la direzione di Domenico di Antonio detto Barotto e Defendente di Antonio detto Lupo. Al XVII secolo risale, infine, il coronamento superiore della facciata principale su via del Trivio.
Le aggiunte decorative interne, di epoca barocca, furono rimosse negli interventi effettuati tra il 1852 ed il 1858 quando, in base ai criteri del restauro architettonico dell'epoca, si riteneva necessario ricostituire l'aspetto originario dell'edificio, che, al contrario, forse risente negativamente di un'eccessiva fredda austerità che questo restauro le dette.
Il 21 agosto 2023 vi sono stati celebrati i funerali di Carlo Mazzone.

## Esterno

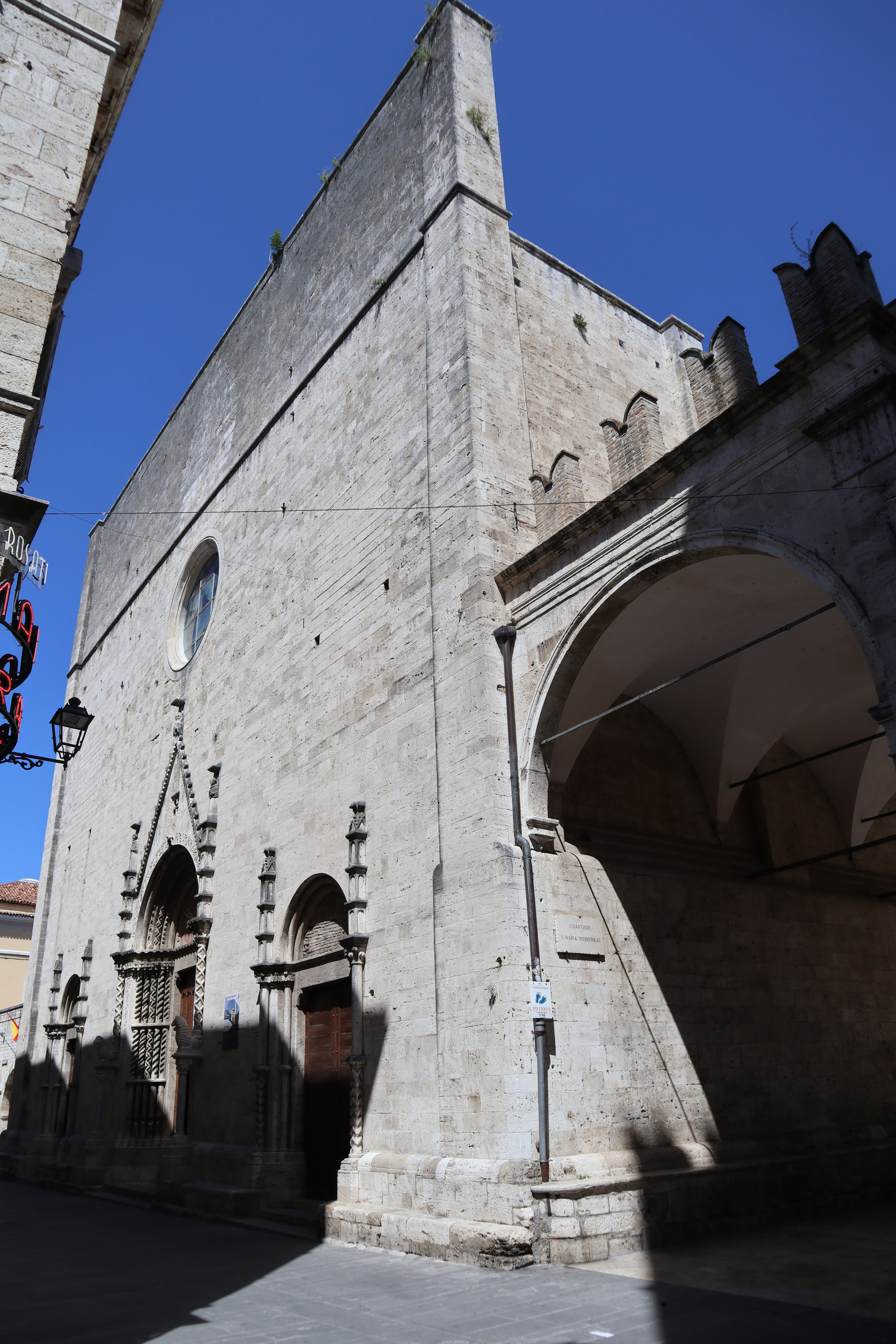
La facciata.

La facciata principale della chiesa di San Francesco (lunga 26,07 m e alta 23,46) si apre su via del Trivio, a pochi metri dal punto di intersezione dei due assi principali della città romana, per cui è stato ipotizzato un punto di vista laterale. Essa, caratterizzata da un basamento sporgente che corre lungo tutto il perimetro dell'edificio, è interamente composta da blocchi squadrati di travertino ordinati a muratura liscia, si innalza semplice ed imponente e si conclude con un coronamento orizzontale, sulla cui parte inferiore si aprono tre portali gotici di vago carattere veneziano.

### Il portale principale

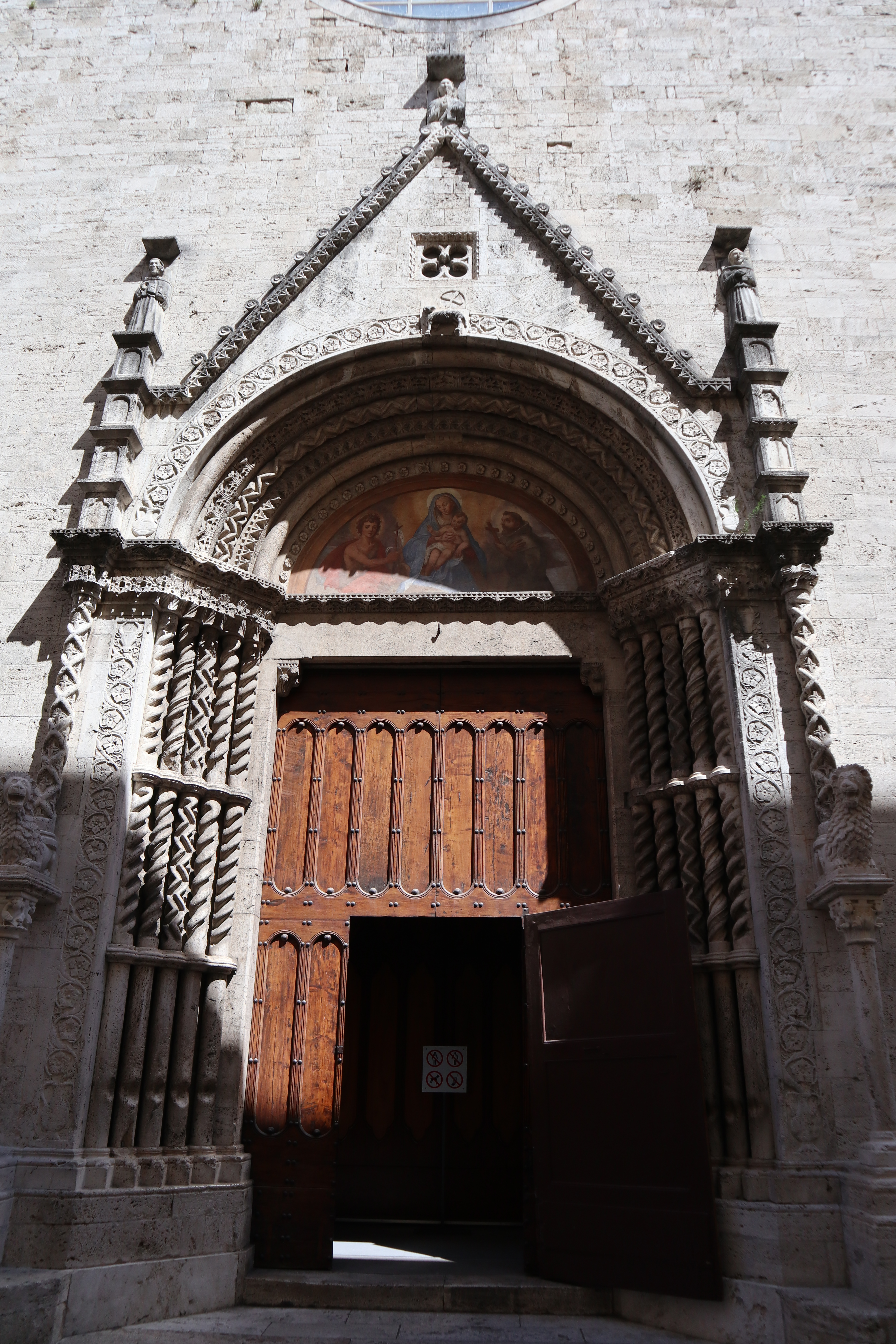
Portale centrale.

Il portale centrale è quello maggiormente interessante per la sua monumentalità e per la ricchezza delle decorazioni; esso potrebbe essere cronologicamente collocato nella seconda metà del Trecento, non troppo lontano dunque dalla data di consacrazione della chiesa.
Nell'archivolto a pieno sesto si sussegue una profonda strombatura formata da cinque colonnine che nell'archivolto sono caratterizzate da motivi decorativi differenti rispetto a quelli che compaiono rispetto alle corrispondenti colonnine verticali, che si dividono in due settori: quello superiore, dove i fusti appaiono tutti diversi tra loro: sfaccettate, ottagonali, a spirali, mentre in quello inferiore sono lisci con delle parti consumate, dovuto allo sfregamento per motivi probabilmente di natura devozionale. I capitelli fusi in un'unica fascia propongono differenti fregi floreali confrontando il lato destro e sinistro del portale. 
Ai lati dell'ingresso due differenti leoncini stilofori, posti sui capitelli dei pilastrini staccati dal muro, sorreggono colonnine decorate con disegno romboidale a rilievo da cui si innalzano leggeri pinnacoli  il cui fusto è decorato a dadi, alla cui sommità sono poste le statue di San Francesco e Sant'Antonio.
L'archivolto, al suo culmine, reca scolpito un agnello, simbolo cristologico, ma anche immagine simbolo della Corporazione dei Lanari di Ascoli che parteciparono concretamente alle spese per la realizzazione della chiesa. Da uno dei dadi dei fusti dei pinnacoli si innesta una ghimberga che culmina nel rilievo raffigurante il Cristo benedicente. L'affresco, cinquecentesco ma rimaneggiato nell'Ottocento, della lunetta, raffigura da sinistra verso destra, sono rappresentati san Giovanni Battista, la Madonna e san Francesco.
I due portali laterali sono più semplici. Hanno pinnacoli, archivolto a pieno centro e fasci di colonne. Non si conoscono i nomi degli artisti che li hanno realizzati, sebbene siano ravvisabili somiglianze nelle decorazioni con quelle presenti nelle chiese ascolane dedicate a San Giacomo e ai Santi Vincenzo e Anastasio.
Nello spazio superiore della facciata si apre un oculo, frutto di un ripristino effettuato nel 1951.
Il fianco meridionale della chiesa si affaccia su piazza del Popolo, sulla quale aggettano due delle sette absidi poligonali e costolate della terminazione orientale del tempio, sulle quali dominano la cupola ed i due agili campanili a sezione esagonale schiacciata.
Negli spazi tra le absidi, in corrispondenza dei matronei delle cappelle interne, si aprono complessivamente sedici finestroni bifori di stile gotico chiusi da vetri policromi. La loro struttura è composta da quattro delicate colonnine tortili che dipanandosi raggiungono la cuspide riccamente decorata da intrecci, trafori, figurazioni ed archetti.
I fianchi della chiesa sono caratterizzati da una zoccolatura con una fascia che corre ad un terzo dell'altezza.

### Il portale laterale su Piazza del Popolo

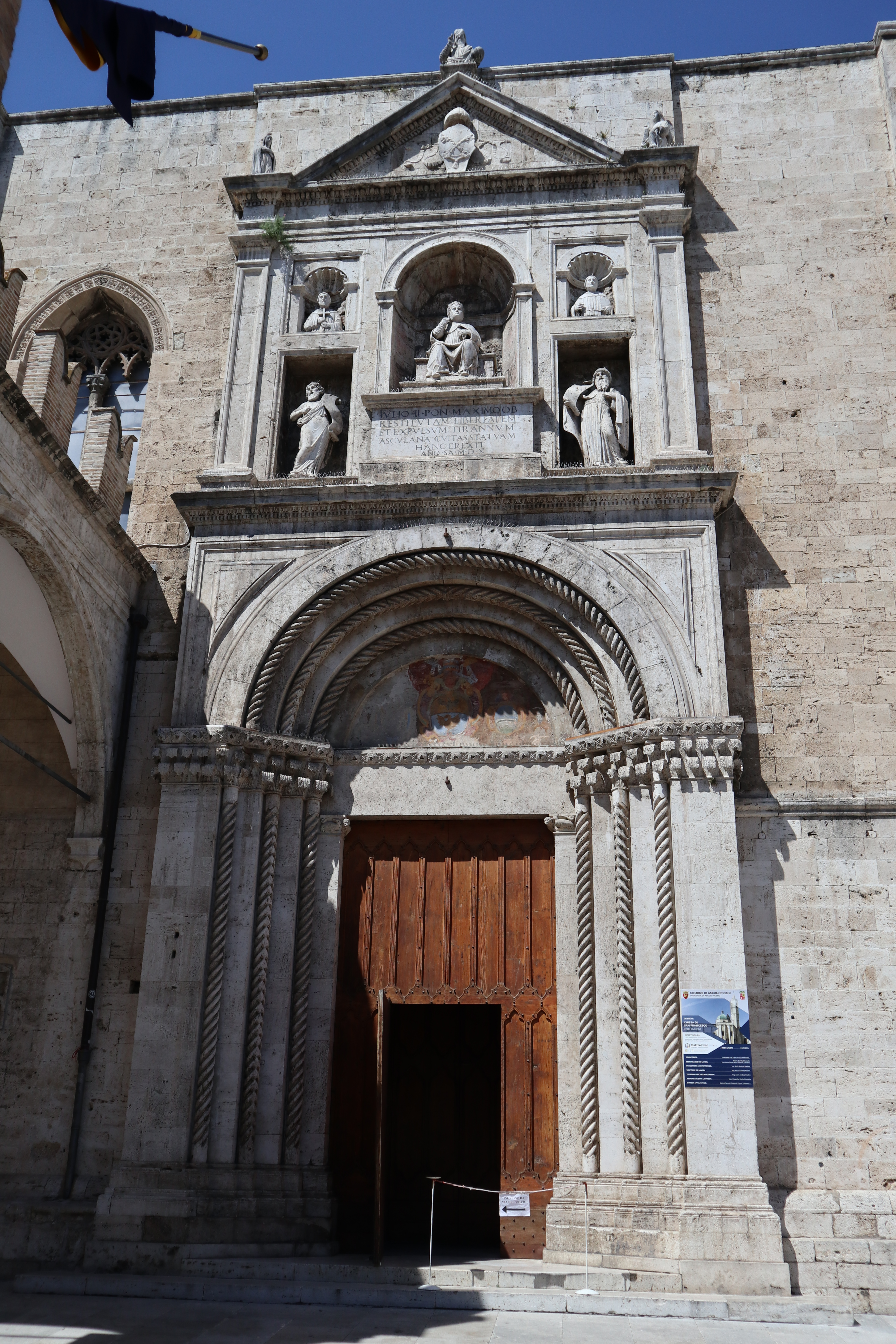
Il portale gotico su Piazza del Popolo sormontato dal Monumento a Giulio II (1510)

Un secondo portale in travertino, di gusto gotico, con la porta lignea disegnata da Cola dell'Amatrice, si affaccia su piazza del Popolo e si trova collocato a metà della parete esterna, tra la loggia dei Mercanti e la cosiddetta edicola di Lazzaro Morelli. 
Si mostra articolato su un arco a tutto sesto con sfondo a risalto, contornato da tre ordini di colonnine tortili, diverse tra loro.
I capitelli si fondono in un'unica fascia, arricchita da due ordini alternati di foglie pendule sporgenti. Tale serie di soluzioni decorativi accomuna questo portale a quelli di altre chiese francescane delle Marche, alcuni dei quali, quelli di Montefiore dell'Aso e di Visso, datati rispettivamente 1305 e 1325; pertanto anche per il portale ascolano può essere attribuibile una datazione ai primi decenni del Trecento
Nella lunetta, scarsamente leggibile, si riconosce, dipinto ad affresco, lo stemma di papa Paolo V.

### Il monumento a Papa Giulio II

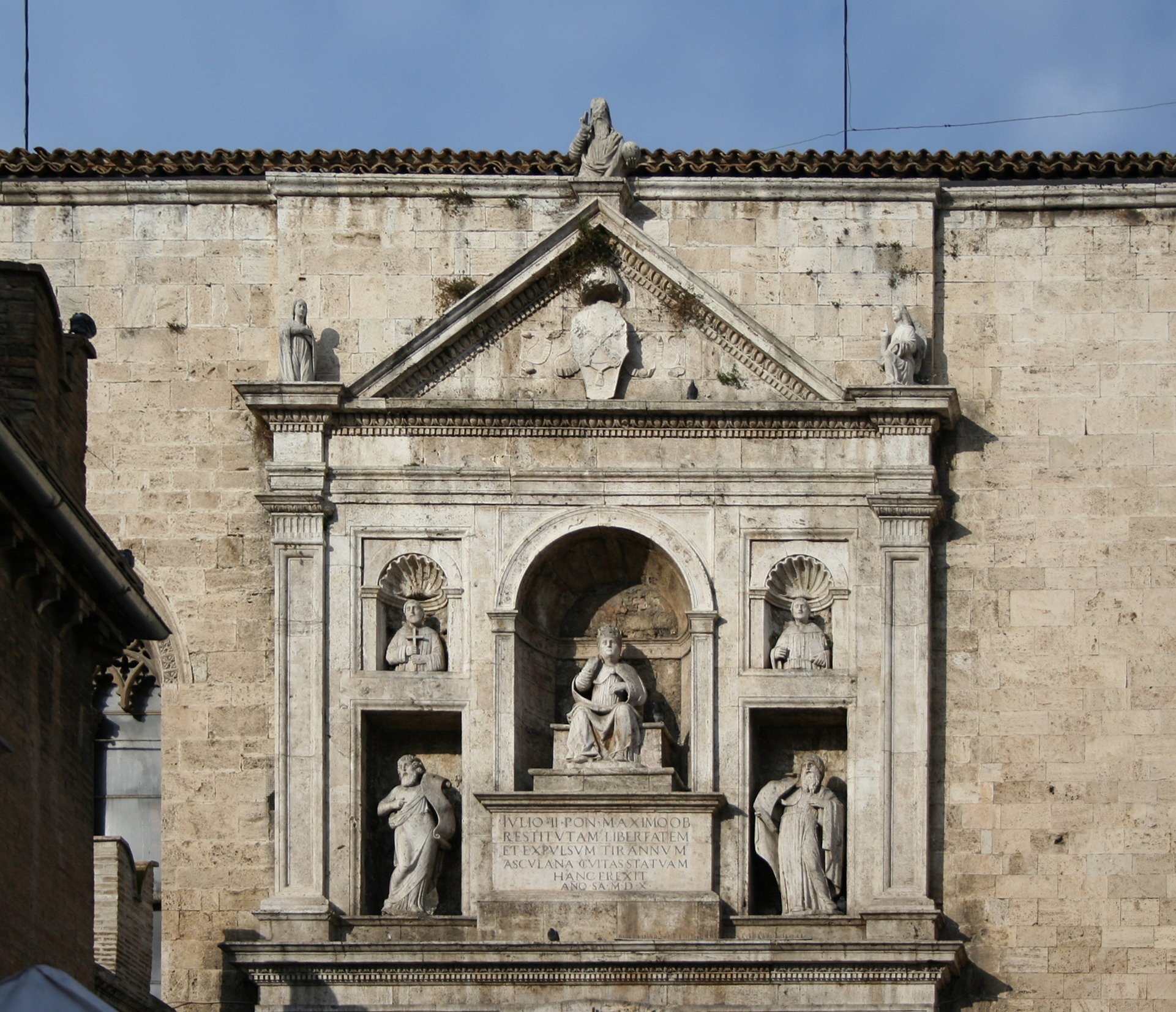
Monumento a papa Giulio II

Al di sopra del portale gotico, in un tempo successivo alla sua posa in opera, fu alloggiato, tra il 1506 ed il 1510, il monumento a papa Giulio II.
Fu realizzato dal maestro Bernardino di Pietro da Carona ed inaugurato il 22 febbraio 1510.
Nella nicchia centrale è posta la statua del pontefice seduto in trono e benedicente, al di sopra il Cristo, e nelle nicchie laterali quattro Santi dell'Ordine di San Francesco.
Alla base della statua papale una lapide reca inciso:
«IVLIO II PON MAXIMO OB RESTITVTAM LIBERTATEM ET EXPULSUM TIRANNUM ASCULANA CIVITAS STATUAM HANC EREXIT ANO SA MDX»
«La cittadinanza ascolana eresse questa statua a Giulio II, Pontefice Massimo, nell'anno 1510, per la restituzione della libertà e per aver cacciato il tiranno»
Questo papa ebbe il merito di aver liberato la città di Ascoli Piceno dalle prepotenze di Astolfo e Gianfrancesco Guiderocchi, rispettivamente padre e figlio, che furono rinchiusi, per suo ordine, nella rocca di Forlì ed allontanati dalla città.

### La loggia dei Mercanti
Il fianco destro della chiesa, prospiciente corso Mazzini, è occupato per circa la metà dalla Loggia dei Mercanti. L'opera, costituita da cinque arcate erette su alti plinti,  fu commissionata dalla Corporazione della Lana, con lo scopo di dotare di una nuova area commerciale la piazza oggetto di sistemazione in quegli anni, venne edificata tra il 1509 ed il 1513 da Bernardino di Pietro da Carona, su disegno tradizionalmente attribuito al Bramante.

### La cosiddetta edicola di Lazzaro Morelli
Addossata alla prima abside che affaccia su piazza del Popolo, si distingue l'edicola dedicata alla Madonna di Reggio, aggiuntavi nell'anno 1639. Tradizionalmente attribuita a Lazzaro Morelli, fu in realtà realizzata dallo zio Silvio Giosafatti.

## Interno

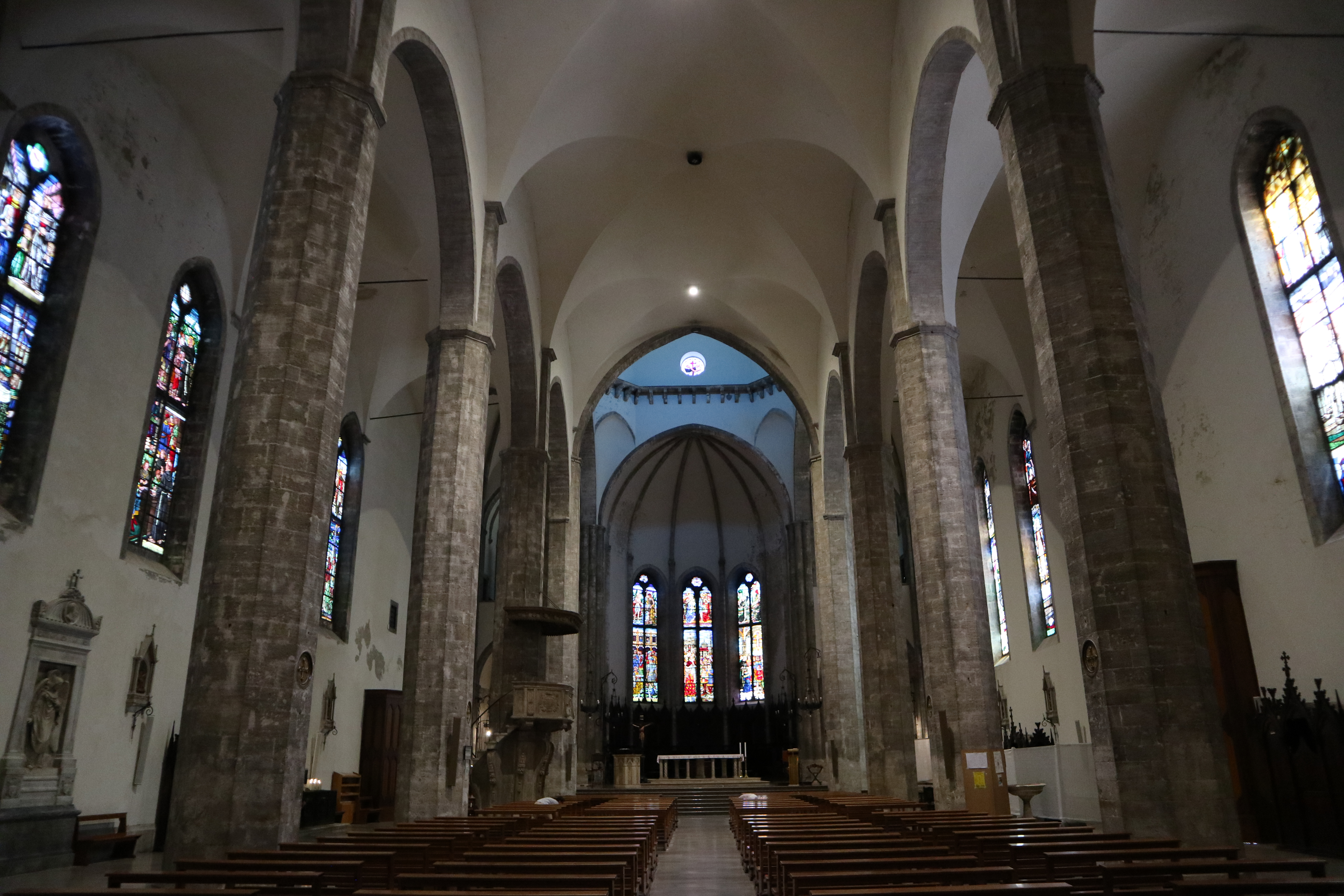
L'interno

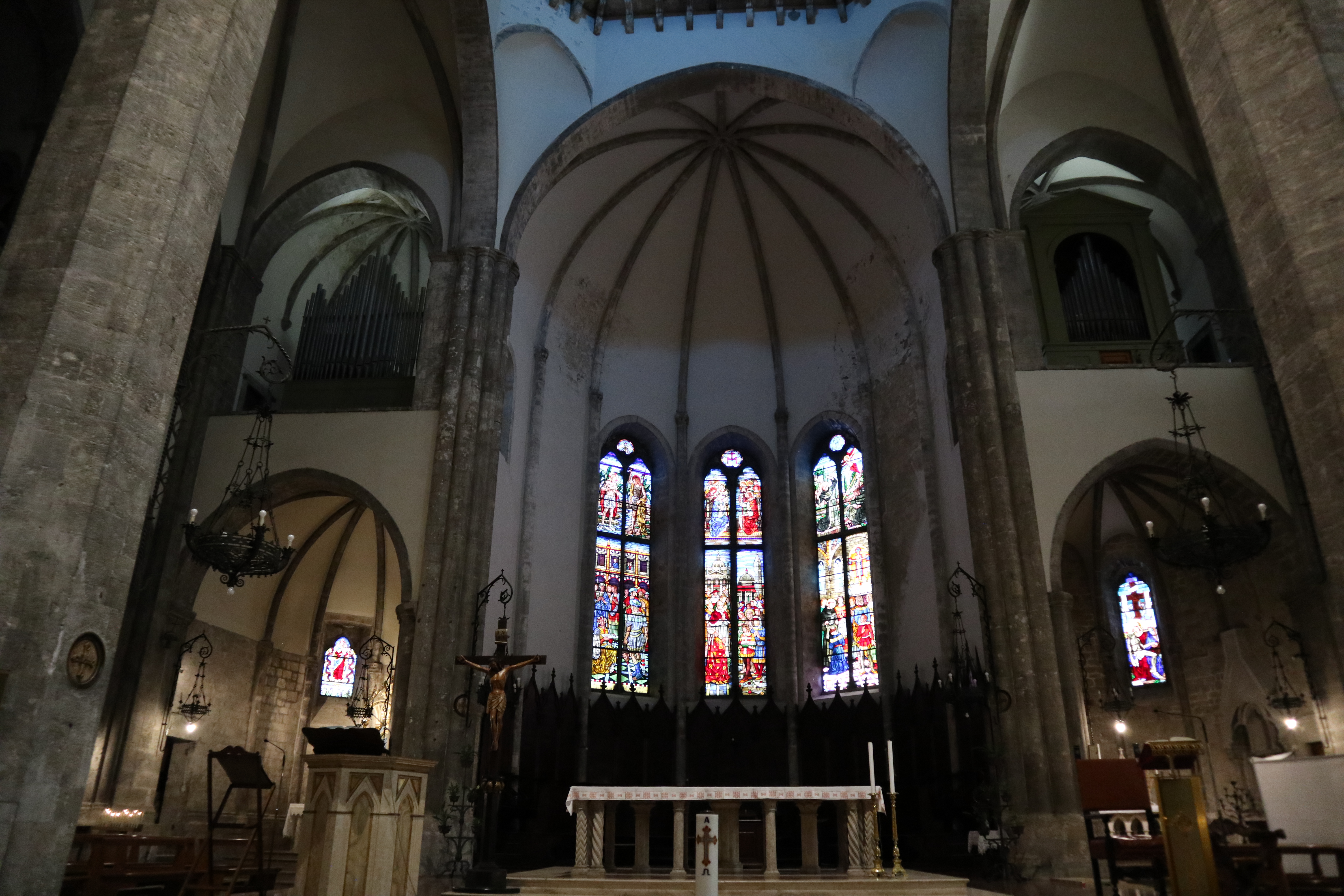
La parte absidale

La chiesa, del tipo ad Hallenkirche, presenta una pianta a croce latina, lunga 61,03 metri per una larghezza di 22,53, a tre navate suddivise da dieci pilastri ottagonali, privi di capitelli, che sorreggono degli archi caratterizzati da una forma intermedia tra la tipologia romanica e quella gotica, e volte in stile romanico.
Sul presbiterio rialzato si innesta l'area absidale, priva di transetto e formata da sette doppie tribune che nell'ordine inferiore presentano profonde cappelle e si conclude con tre absidi, le cui pareti sono caratterizzate da costoloni raggiati, che danno all'intera parte terminale una forte spinta ascensionale. L'area presbiteriale è sormontata dalla cupola poligonale.
Addossato al quarto pilastro, della navata di sinistra, si affaccia un pulpito in travertino realizzato tra il 1605 ed il 1607 da Antonio e Ventura Giosafatti su commissione di Giovanni Ciannavei.
Sulla parete della navata di destra si trova il monumento funebre per la contessa Costanza Cavina Saladini, disegnato da Ignazio Cantalamessa, (1796-1855), eseguito nel 1837, che presenta statue e bassorilievi realizzati da Emidio Paci, (1809-1875). La prima cappella ha sulla destra una nicchia usata per ospitare durante i festeggiamenti di san Francesco d'Assisi un reliquiario d'argento, alto 60 cm, contenente il sangue delle stimmate del santo, che venne realizzato nel 1596 da Pietro Gaia, (1570-1621).
Al termine della navata di sinistra si trova il monumento al mecenate ascolano Giovanni Vincenzo Cataldi, (1537-1627), disegnato dell'architetto Giovanni Branca, (1571-1645), su commissione del cardinale Scipione Borghese.
Nella parte centrale della medesima navata si trova il monumento funebre in marmo dei coniugi Mazzoni, realizzato nel 1867 da Nicola Cantalamessa Papotti (1833-1910).
La nicchia che si apre sul fondo di questa parete ospita un crocifisso in legno, di 1,70 m, risalente alla fine del XV secolo. Secondo la tradizione, durante l'incendio che interessò il Palazzo dei Capitani, nel Natale del 1535, a seguito di tumulti cittadini, questa scultura trasudò sangue ed il prodigio venne verificato anche dall'architetto Cola dell'Amatrice su incarico del vescovo. Nell'adiacente parete della controfacciata è stata collocata nel 2016, a seguito del restauro, la Crocifissione con il Beato Andrea Conti, tela del 1772 di Nicola Monti, realizzata per essere collocata dinanzi all'antica cappella del Crocifisso, di cui probabilmente doveva fungere da sportello.

### Sagrestia
All'interno dell'ambiente della sagrestia sono ammassati numerosi dipinti, dal XVI al XVIII secolo, originariamente collocati sui distrutti altari laterali della chiesa e inopinatamente mai ricollocati in chiesa. Tra essi sono una tavola di Cola dell'Amatrice, una tela di Alessandro Casolani con San Luigi IX di Francia proveniente dalla Cattedrale di Fermo ed un'altra tela di Nicola Monti. Vi sono, inoltre, gli armadi provenienti dall'attuale chiesa ascolana di San Pietro e Paolo di Campo Parignano ove vi furono i Padri Riformati dell'allora chiesa di Sant'Antonio abate. Gli armadi di noce sono opera di ebanisti locali che li realizzarono dai disegni di Giuseppe Giosafatti e di Biagio Miniera. Si mostrano impostati su due ordini e corredati di sportelli. L'armadio di sinistra reca un dipinto di, 2 x 1 m, attribuito al Miniera, che ritrae la figura di san Francesco davanti alla Vergine col Bambino.

## Galleria d'immagini

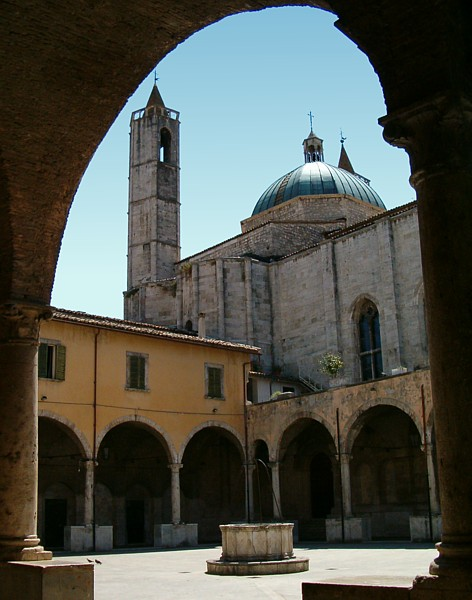
Il Chiostro Maggiore
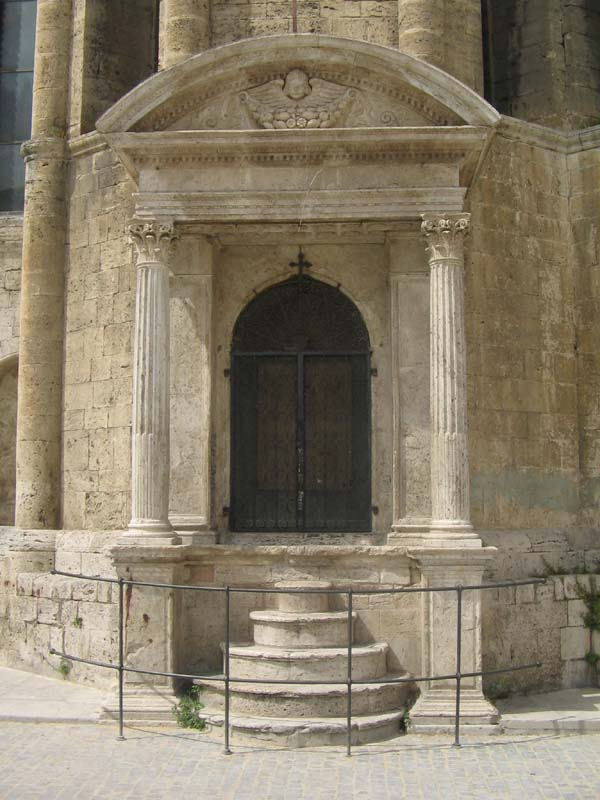
Edicola di Lazzaro Morelli
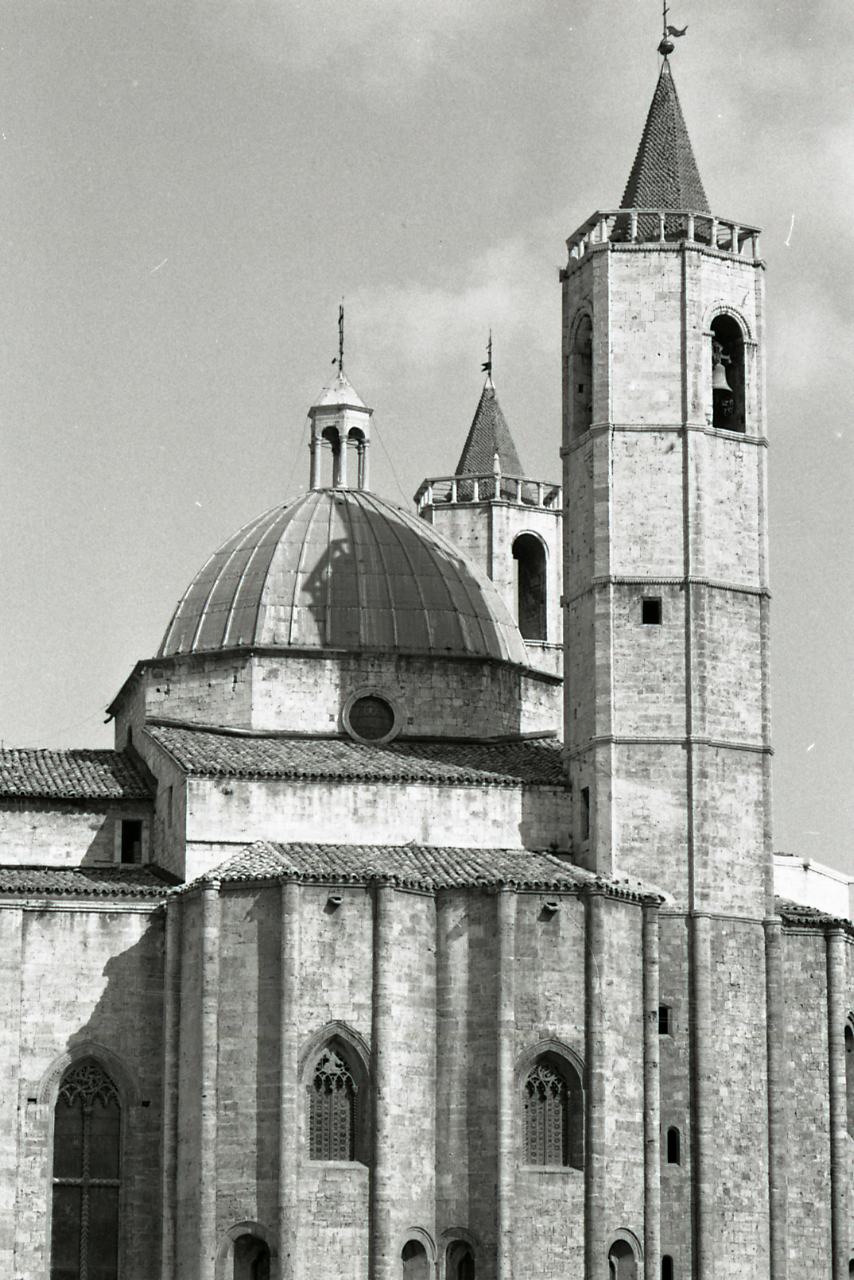
Foto di Paolo Monti, 1969
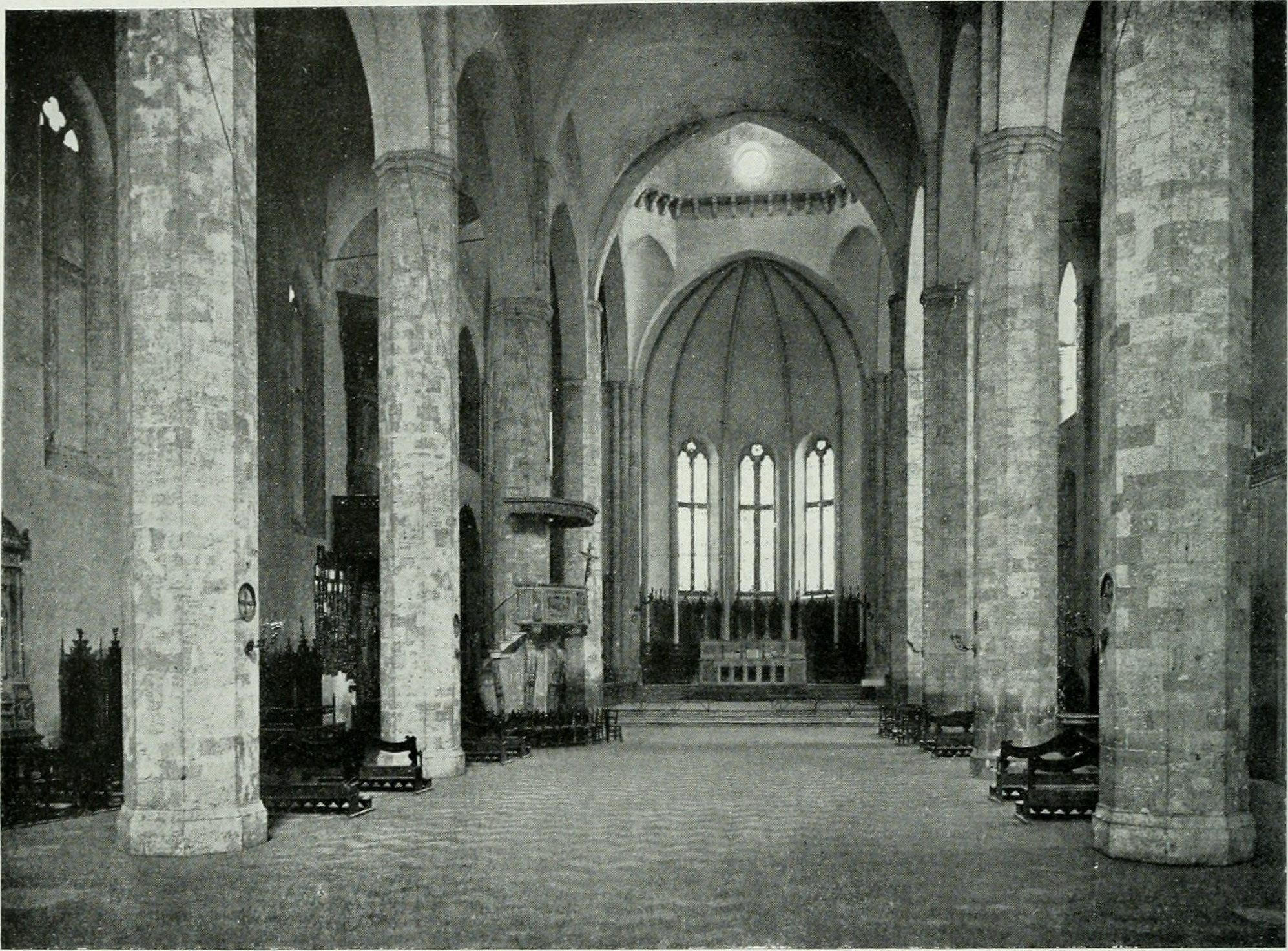
L'interno nel 1905
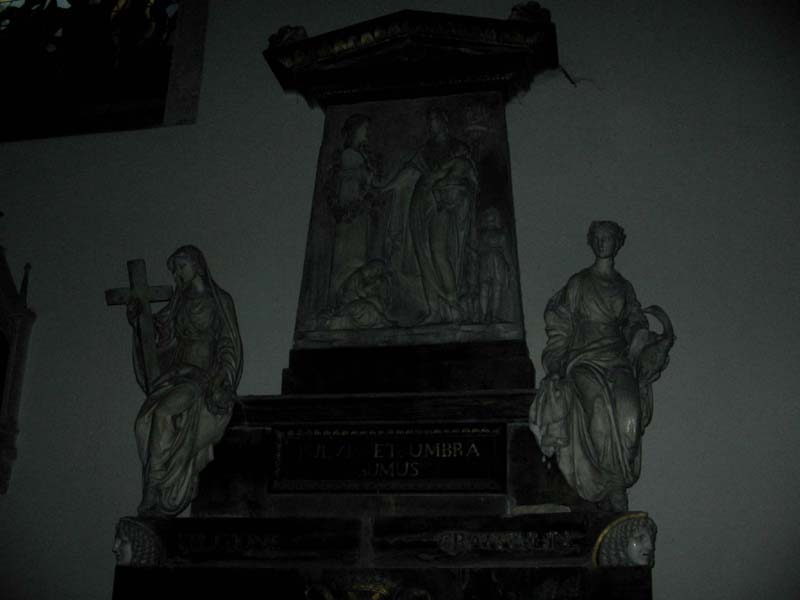
Monumento funebre della contessa Costanza Cavina Saladini
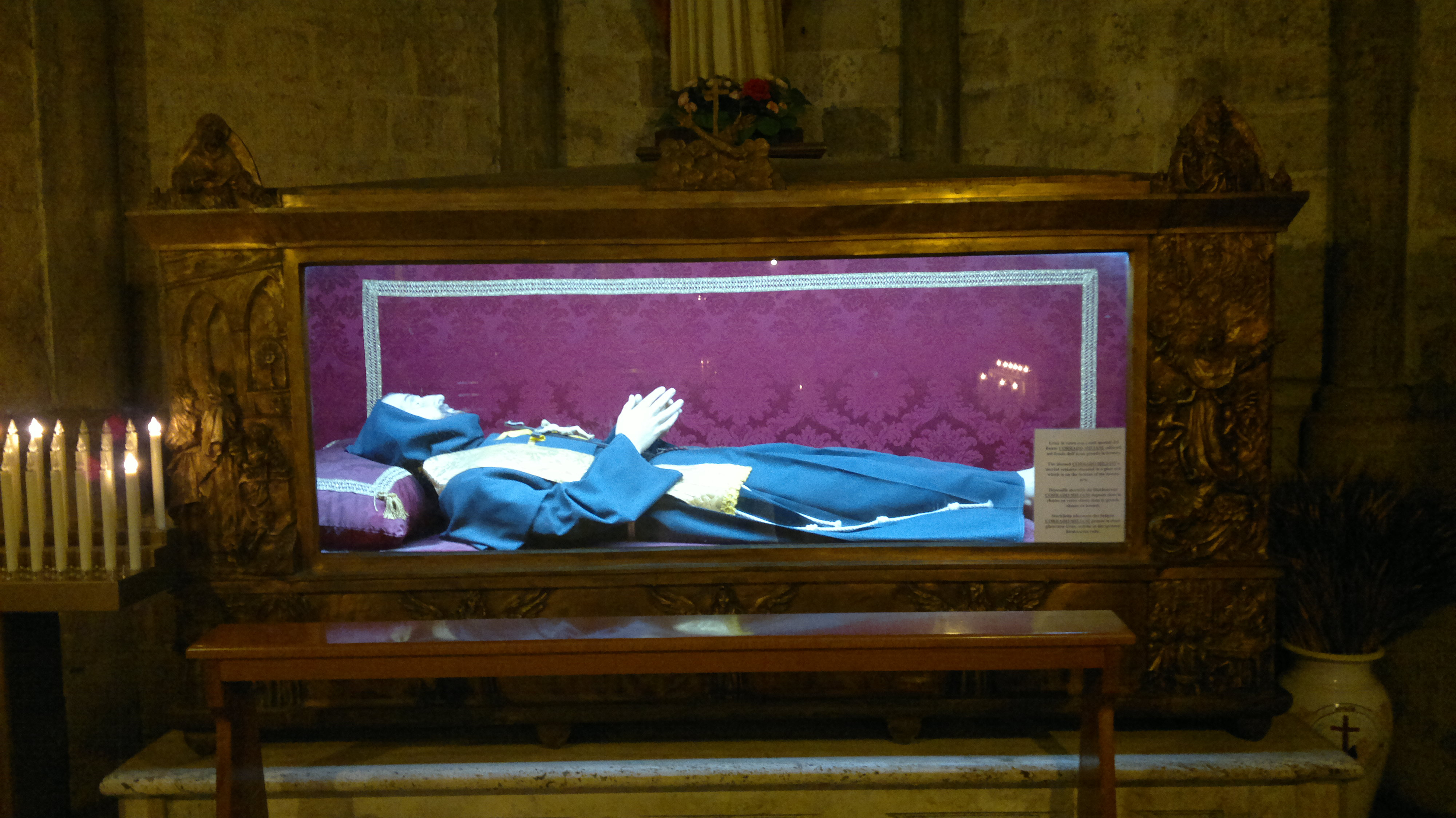
Corpo del Beato Corrado Miliani
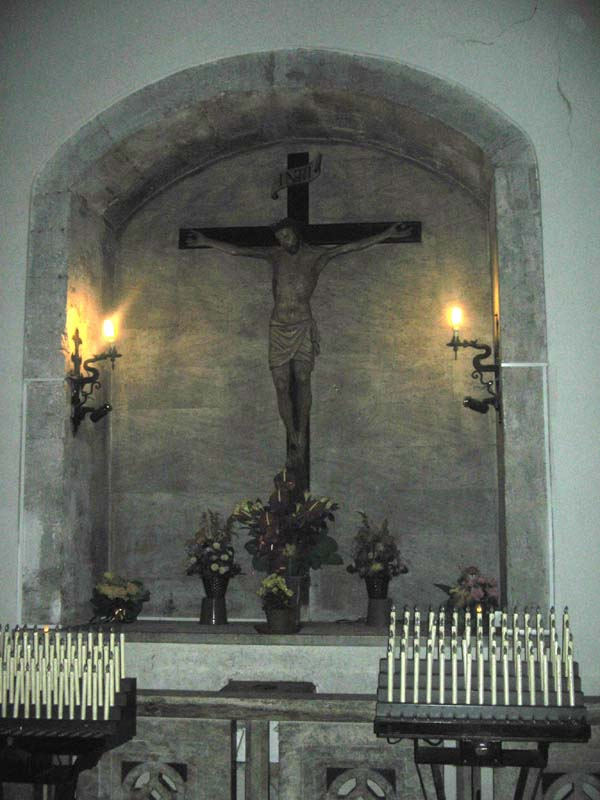
Crocifisso ligneo